# La Font d'en Martí
La Font d'en Martí és una masia del municipi de Vilanova de Sau (Osona) inclosa en l'Inventari del Patrimoni Arquitectònic Català.

## Descripció
La masia és de planta rectangular coberta a dues vessants, amb el carener paral·lel a la façana, situada a llevant. Consta de planta baixa i primer pis. L'antiga planta era quadrada però una reforma li afegí un cos coberta a la mateixa vessant a la banda de tramuntana. A la banda de migdia, fruit d'una reforma recent, hi ha un porxo sostingut per quatre pilars quadrats i barana de fusta al primer pis. En aquest indret s'hi obren diverses finestres, antigues i modernes, algunes de les quals tenen ampits de forma arrodonida. A ponent també s'obren finestres amb les mateixes característiques. A l'angle nord-oest s'obre un porxo a nivell de primer pis i un cos de planta semicircular que ubica el forn. La façana, situada a llevant, presenta un portal dovellat i diverses finestres.
És construïda amb granit vermell unit amb argamassa de fang i els elements de ressalt són de pedra picada.
La cabana és una construcció de planta quadrada (4 x 4 m), coberta a dues vessants i amb el carener perpendicular a la façana, orientada a migdia. La part de tramuntana es troba adossada a la roca i presenta un escaire arrodonit. El mur de ponent està atalussat. El sector nord-est correspon al primer pis i presenta una porteta.
S'hi accedeix per unes escales i la façana està descoberta i consta de dos pisos. El terra del primer és empostissat amb bigues de roure. És construïda amb pedra rogenca unida amb argamassa de fang.

## Història
El terme parroquial de Vilanova de Sau experimentà un creixement notable a partir del segle xvi, assolint una densitat màxima als segles xviii i xix. En el període comprès entre aquests quatre segles passà de tenir 11 masos a tenir-ne 101.
La Font de Martí es degué construir durant el període d'esplendor, possiblement al segle xviii, com indiquen les dades constructives tret que es refereixin a una reforma posterior, possibilitat molt freqüent a les masies. Actualment s'està restaurant com a segona residència.